# رولف
رولف (روسی: Компания "РОЛЬФ") شرکت خودروسازی روسی است، که در سال ۱۹۹۱ تأسیس شد.